# Saco de boxe

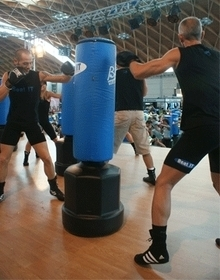
Saco de boxe

O saco de boxe, também conhecido como saco de pancada, evoluiu junto com a evolução das artes marciais. Hoje ele é utilizado no treinamento de diversos estilos de luta e não apenas no boxe. Com isso existem sacos de diversos tamanhos, materiais, formas e pesos que se ajustam aos diferentes treinos.

## História
O saco de boxe, segundo fontes bem antigas, inclusive com desenhos em barro seco, porcelana e argila, é originalmente um brinquedo infantil recomendado pedagogicamente para criança de mais de seis anos idade. Tratando-se de um saco com enchimento leve, que possibilite à criança dar murros ou socos; com ou sem luvas ou tiras de couro que cobrem às mãos ou punhos, aumentando dessa forma a resistência no saco, à medida que o indivíduo cresce ou ganha força. O saco de boxe (do inglês, "saco de caixa" ou "saco de ambiente fechado"), costuma ficar pendurado no teto, na altura dos punhos, o que possibilita o murro ou soco, fortalecendo os músculos do peito, quadris, das pernas e os punhos do indivíduo, bem como o seu equilíbrio na hora de socar.
Como brinquedo infantil e até, segundo algumas estampas em vasos antigos e azulejos, de adestramento militar, na Roma antiga (como se fosse um soldado inimigo). Assim nasceu o "saco de boxe", que é utilizado também no adestramento de atletas. Nesses casos o saco que foi concebido do primeiro, de pano e estopa (de material leve, o primeiro "saco de boxe"); ao saco de boxe hoje mais conhecido e fabricado em couro e na resistência de uma bola de futebol; sendo dessa forma sujeita, até à chutes joelhadas e cotoveladas. Os pugilistas ou boxer usam desse brinquedo como equipamento desportivo de adestramento físico. O boxer como desportista apareceu somente no século XVI na Inglaterra, segundo algumas fontes, principalmente cartazes, revistas e jornais da época, enquanto que o brinquedo é bem mais antigo, datando de tempos antigos, inclusive no Egito, Roma, como já foi dito, na Grécia e na Cordilheira dos Andes.

## Medidas
As medidas do sacos de pancada variam em altura (extensão), circunferência e/ou diâmetro. O mais comum é o saco com mesmo diâmetro em toda sua extensão, porém existem sacos com partes de diferentes diâmetros para se assemelhar ao tronco do corpo humano.
A altura (extensão) pode variar bastante, o saco de pancada pode variar de 35 cm a até 2 metros de extensão. Artes Marciais como o Muay Thai que utilizam golpes com as canelas e joelhos preferem utilizar sacos de pancada maiores e mais densos pois permitem golpes simulando a altura das pernas, costelas e cabeça de um corpo humano, enquanto que um treinamento de boxe se limita a socos acima da linha de cintura.
O peso dos sacos de pancadas é medido em libras por padrão, uma libra equivale a aproximadamente 453 gramas.

## Materiais
Os materiais variam tanto no enchimento quanto no revestimento. Atualmente a maioria dos sacos de pancada são revestidos em couro sintético e reforçados com tecidos telados. Os enchimentos são comuns de retalhos de tecidos e serragem, mas há sacos preenchidos com areia o que muda seu peso e densidade, mas dificulta a manutenção.
As costuras normalmente são de linhas de poliéster para maior resistência.

## Fixação
O mais comum é encontrarmos os sacos de pancada pendurados no teto ou em uma viga. A vantagem do saco de pancada pendurado é que permite utilizar o seu balanço como parte do treino simulando o movimento de um oponente e não apenas um alvo fixo.
Porém existem as chamadas "torres" onde os sacos ficam em uma base no chão. Esses sacos tem uma extensão maior já que não permitem regular sua altura de fixação como os que são pendurados no teto ou em uma viga.
Há ainda a possibilidade de utilizar o saco de pancada deitado no chão, simulando um oponente deitado. Essa técnica é mais utilizada em treinos de MMA (Mixed Martial Arts) que envolvem golpes de "ground and pound" que basicamente são socos e cotoveladas desferidos de cima para baixo em direção ao oponente deitado.

## Evolução
Atualmente os Bob Sparring ganham espaço nos treinos das artes marciais. Apesar de não substituir completamente o saco de pancada, os Bob Sparring simulam com mais realismo as partes do corpo humano (cabeça, tronco e coxas) o que permite treinar golpes mais precisos em pontos específicos, como por exemplo ponta do queixo e costelas.